# Чарльз Бредлі
Чарльз Едвард Бредлі (англ. Charles Edward Bradley; нар. 5 листопада 1948 — 23 вересня 2017) — американський фанк, соул і ритм-енд-блюз співак, що співпрацював із Daptone Records і Лейблом, де записував власні пісні. 
Його виступи і записи відповідали відроджувальному підходу Даптона, який відзначав відчуття музики фанку і соул-музики у 1960-х та 1970-х роках, засвідчив  Отіс Реддінг".
Називаючи себе «співаючим орлом душі», Ч.Бредлі знявся у документальному фільмі «Душа Америки» , прем'єра якого відбулася на півдні та південному-заході в 2012 році.

## Раннє життя

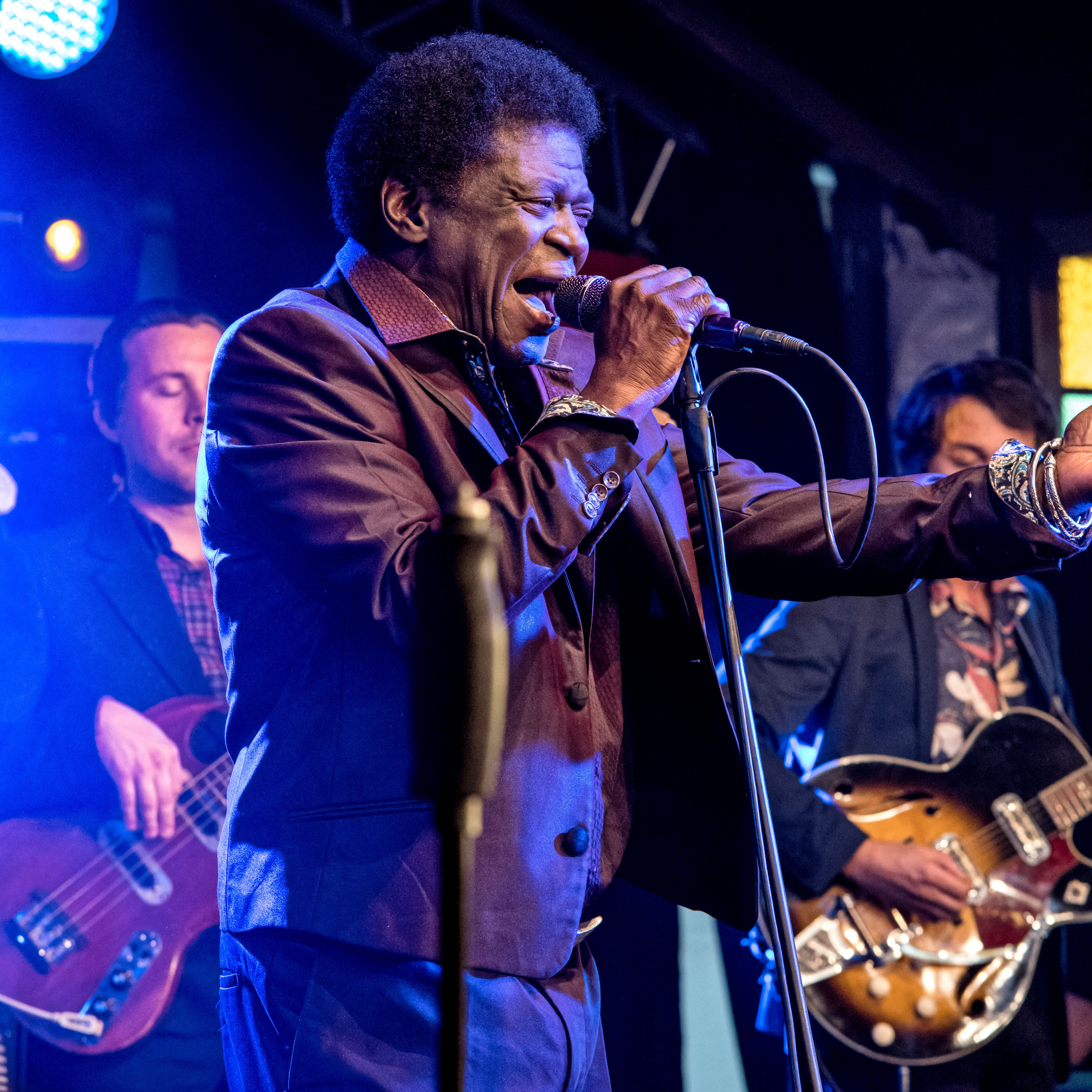
Ч.Бредлі на Зельт-Музик-Фестивалі 2016 року у Фрайбурзі, Німеччина

Ч.Бредлі виховувала бабуся в Гейнсвіллі (штат Флорида) до восьми років, аж поки його мати, яка покинула його у вісім місяців, забрала до себе у Бруклін, штат Нью-Йорк.
У 1962 році рідна сестра відвезла його в театр Аполлона, щоб побачити Джеймса Брауна.  Джеймса Брауна. 14-річний Чарльз Бредлі був настільки натхненний виконанням, що він почав практикувати імітацію стилю Брауна співаючи та повторюючи його сценічну манеру вдома.
Коли йому було чотирнадцять, Бредлі втік з дому, щоб уникнути поганих умов проживання — його спальня була в підвалі з піщаною підлогою. Від так, він жив протягом двох років на вулицях вдень і вночі, спав у вагонах метро.  Пізніше, він вступив до робочого корпусу, який врешті-решт привів його до Бар Харбор, штат Мен, щоб отримати професію кухаря. Колега сказав йому, що він виглядав, як Джеймс Браун і запитав, чи може він співати. Ч.Бредлі спочатку зніяковів, але потім признався, що він зміг би. [джерело?] Він подолав свою боязнь сцени (коли член екіпажу штовхнув його через штори на сцену) і виконав п'ять або шість пісень з групою. Його одногрупники пізніше були призвані на війну у В'єтнамі.[відсутнє в джерелі]
Ч.Бредлі працював у штаті Мен  кухарем протягом десяти років, а потім вирішив вирушити на захід автостопом по всій країні. Він жив у штаті Нью-Йорк, Сіетл, Канада і на Алясці, перш ніж оселитися в Каліфорнії в 1977 році. Там, Ч.Бредлі підробляв і грав невеличкі вистави протягом 20 років. Він заробляв додаткові гроші, граючи вистави Джеймса Брауна, де він використав такі псевдоніми (сценічні імена), як Скриплива душа орла, Чорний оксамит і навіть Джеймс Браун-молодший. 1994 року він переїхав назад в Бруклін після отримання виклику від його матері.

## Музична кар'єра

### Чорний оксамит та перші записи (1996—2010рр.)
У 1996 році мати Ч.Бредлі подзвонила йому і попросила його повернутися з нею у Бруклін, щоб вона могла впізнати його. Саме там він почав заробляти на життя підробляючи імперсонатором у місцевих клубах під назвою «Чорний оксамит». Протягом цього часу, Ч.Бредлі відчував труднощі, в тому числі ледь не помер в лікарні після того, як він мав алергічну реакцію на пеніцилін, прокинувшись в будинку його матері від шуму прибувших  авто поліції та машин швидкої допомоги.
При виконанні як «чорний оксамит», він був зрештою виявлений Габріель рот (більш знаний як «Боско Манн»), співзасновником Daptone рекордс.
Рот представив Ч.Бредлі художнику Даптону та його майбутньому продюсерові Томові Бреннеку, потім композитору і гітаристам гурту The Bullets, а потім Menahan Street Band, які запросили Ч.Бредлі на репетицію своєї групи. Після написання декількох пісень, Daptone рекордс випустила одні з перших записів на вінілі, починаючи з 2002 року.[джерело?]

### Немає часу для мрій&Душа Америки(2011—2012)

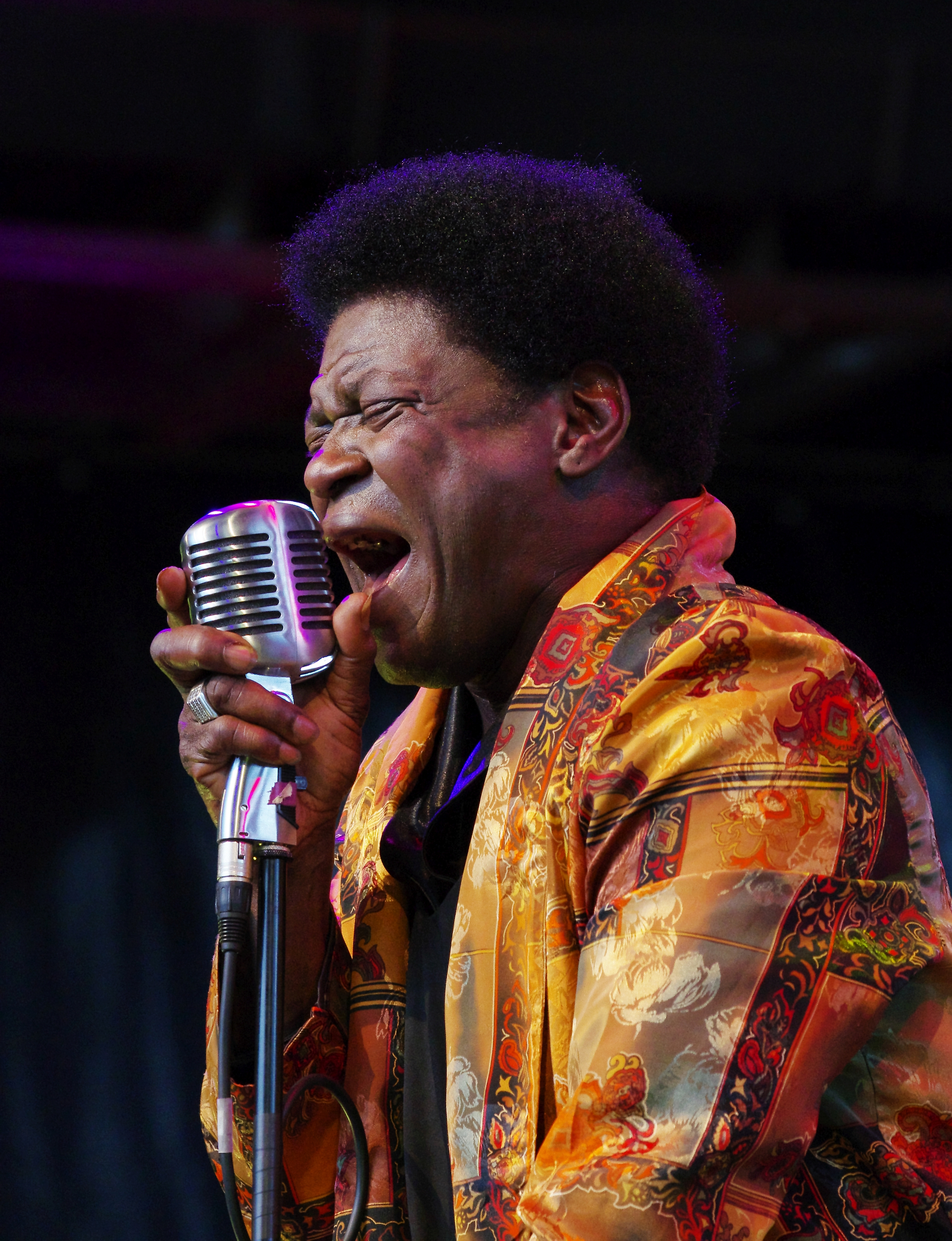
Бредлі виступає на Траумзейт-фестивалі в Дуйсбурзі в 2013 році.

Бреннек і Бредлі вибрали десять кращих записів, які увійшли до дебютного альбому Ч.Бредлі «Немає часу для мрій» («No Time for Dreaming») у 2011 році.
Навесні 2012 року документальний фільм режисера Пулля Бріена «Душа Америки» (про Ч.Бредлі), дебютував на кінофестивалі SXSW в Остіні, штат Техас. Поул Брін вперше зустрічався з Ч.Бредлі, коли він керував музичним роликом «Світ (піднімається в полум'ї)». Цей фільм розповідав історію Ч.Бредлі з дитинства у Флориді до днів бездомності та сердечної хвороби. А потім про його концерти, як «Чорний оксамит», і, нарешті, закінчувався його гастролями та записами в Daptone Records. Фільм включав його виступ на фестивалях в усьому світі.
У 2014 році Ч.Бредлі взяв участь у заходах у Гамільтоні, Онтаріо.

### Жертва любові&Зміни(2013—2016)
Другий альбом Ч.Бредлі «Жертва любові» (Victim of Love) вийшов 2 квітня 2013 року. Його останній альбом, «Зміни» (Changes) вийшов 1 квітня 2016 року та ознаменувався обкладинкою пісні Блек Саббат. У серпні 2016 року він захворів і скасував канадський тур та його появу на Кембридзькому фольклорному фестивалі 30 липня (Велика Британія), де група Дарлінгсайд виступала без нього.

## Смерть
Ч. Бредлі помер 23 вересня 2017 року від раку печінки в Брукліні, Нью-Йорк, у віці 68 років. Він був оточений родиною і друзями, в тому числі членів усіх груп з якими він працював у тісному контакті, повідомляється в прес-релізі від його прес-секретаря..

## Дискографія

### Студійні альбоми
| Рік  | Альбом              | Лейбл & Каталог                             |
| ---- | ------------------- | ------------------------------------------- |
| 2011 | Немає часу для мрій | Daptone Records і DAP-021 / Dunham DUN-1001 |
| 2013 | Жертва любові       | Daptone Records і DAP-031 / Dunham DUN-1004 |
| 2016 | Зміни               | Daptone Records і DAP-041 / Dunham DUN-1005 |

### Сингли
| Рік  | Назва                                                                                 | Зараховані на                                                       | Лейбл & Каталог                               |
| ---- | ------------------------------------------------------------------------------------- | ------------------------------------------------------------------- | --------------------------------------------- |
| 2002 | «Взяти Його, Як Він Прийшов, Пт. 1» / «Візьми Його, Як Він Прийшов, Пт. 2»            | Чарльз Бредлі і Шугерман і Ко.                                      | Daptone Records і DAP-1005                    |
| 2004 | «Тепер, коли я пішов (дивитися, як ти плакати)» / «не можу перестати думати про тебе» | Чарльз Бредлі і кулі                                                | Daptone Records і DAP-1014                    |
| 2006 | «Ця любов не досить великий для двох»                                                 | Чарльз Бредлі і кулі                                                | Daptone Records і DAP-1021                    |
| 2007 | «Світ (Йде Вгору У Вогні)» / «Страждання І Біль»                                      | Чарльз Бредлі І Menahan Вуличний Оркестр / Карл Бредлі              | Daptone Records і DAP-1034 / Dunham DNM--102  |
| 2008 | «Телефонна Пісня»                                                                     | Чарльз Бредлі                                                       | Daptone Records і DAP-1041 / Dunham DNM--103  |
| 2010 | «Не Час Для Мрій» / «Золоте Правило»                                                  | Чарльз Бредлі І Menahan Вуличний Оркестр                            | Daptone Records і скока-1055 / Dunham DNM-107 |
| 2010 | «Кожен день-це Різдво (якщо я люблю тебе)» / «Мері дитини»                            | Чарльз Бредлі в Євангеліє Корольов                                  | Daptone Records і DAP-1058 / Dunham DNM-109   |
| 2011 | «Золоте серце» / «у вас (я знайшов любов)»                                            | Чарльз Бредлі І Menahan Вуличний Оркестр                            | Daptone Records і DAP-1059 / Dunham DNM-10    |
| 2012 | «Триматися Подалі» / «Біжи Назад»                                                     | Чарльз Бредлі І Menahan Вуличний Оркестр / Menahan Вуличний Оркестр | Daptone Records і DAP-1065 / Dunham DNM-111   |
| 2013 | «Строго Зарезервовано Для Вас» / «Дай Любові Шанс»                                    | Чарльз Бредлі І Menahan Вуличний Оркестр                            | Daptone Records і DAP-1070 / Dunham DNM-113   |
| 2013 | «Сум'яття» / «Куди Ми Йдемо Звідси»                                                   | Чарльз Бредлі І Menahan Вуличний Оркестр                            | Daptone Records і DAP-1073 / Dunham DNM-114   |
| 2013 | «Зміни» / «хіба це не гріх»                                                           | Чарльз Бредлі І Будосю Група / Чарльз Бредлі І Кулі                 | Daptone Records і DAP-1076 / Dunham DNM-115   |
| 2014 | «Любов Джонс» / «Зміна, Зміна, Зміна»                                                 | Чарльз Бредлі & Грюо Джексон                                        | Daptone Records і DAP-1080 / Dunham DNM-117   |
| 2016 | «Зміна Світу» / «Одкровення»                                                          | Чарльз Бредлі / Menahan Вуличний Оркестр                            | Daptone Records і DAP-1095 / Dunham DNM-18    |

### Інші виступи
- «Take It As It Comes» from The Sugarman 3 album Pure Cane Sugar (2002).
- «Take It As It Comes» (Afrodisiac Soundsystem Remix) from the album Daptone Records Remixed (2007).
- «Stay Away» (Nirvana cover) from Spin's Newermind album, a compilation of Nirvana covers (2011).
- «Grant Green» from the Mr. Jukes album God First (2017).